# 雅里-德洛热陨击坑

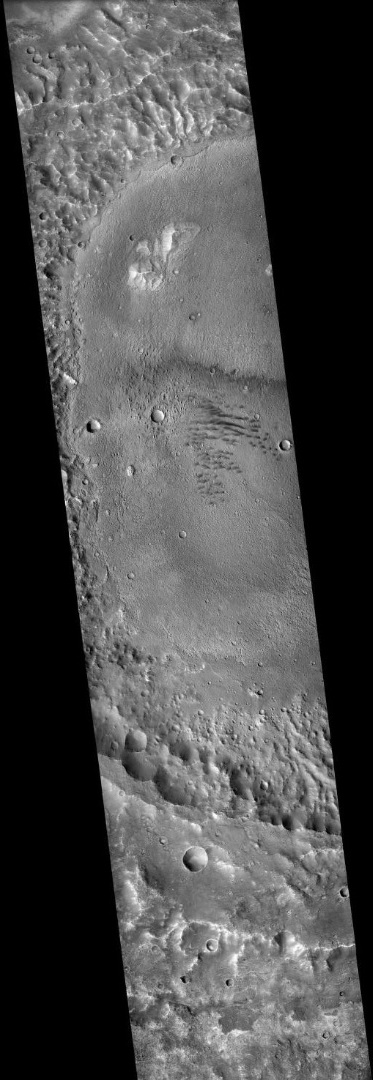
火星勘测轨道飞行器背景相机拍摄的雅里-德洛热陨击坑。

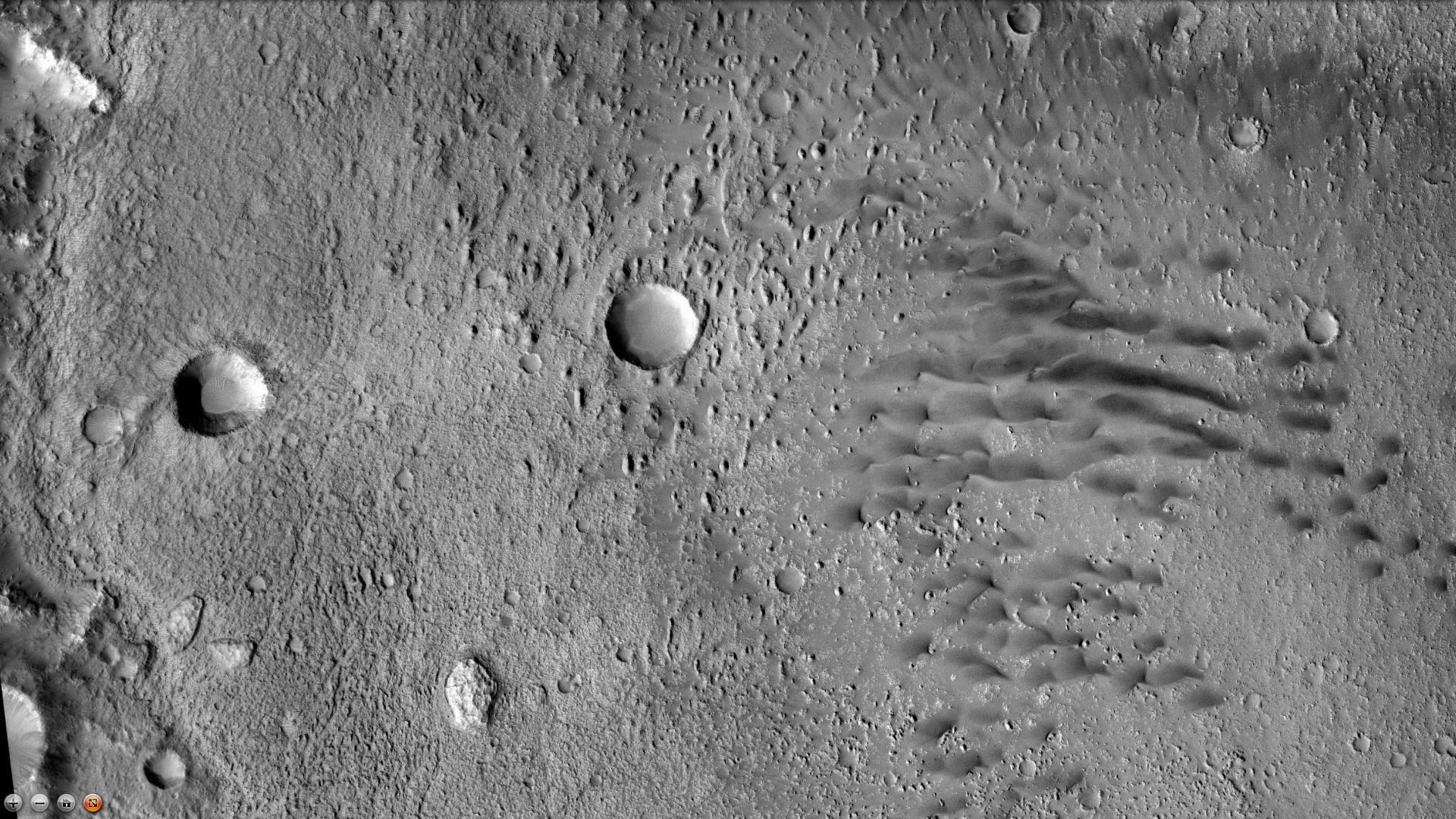
火星勘测轨道飞行器背景相机显示的雅里-德洛热陨击坑底上的沙丘，注：这是前一幅图像的放大版。

雅里-德洛热陨击坑（Jarry-Desloges）是火星雅庇吉亚区的一座撞击坑，其中心坐标位于南纬9.5度、西经276.3度处，直径92公里，该特征名称取自法国业余天文学家勒内·雅里-德洛热（1868年－1951年），1973年被国际天文联合会批准接受。
下列图片中显示了分布在陨击坑内的沙丘，其中一些是新月形沙丘。当风向稳定且有足够量的沙粒时，则就形成产生沙丘的完美条件，一座新月形沙丘其迎风侧坡度平缓，而背风侧则更陡，在那里经会常形成侧角或凹口。整片沙丘似乎随风移动，通过观察火星沙丘可了解火星上的风速及风向。